# Neill Freiwald

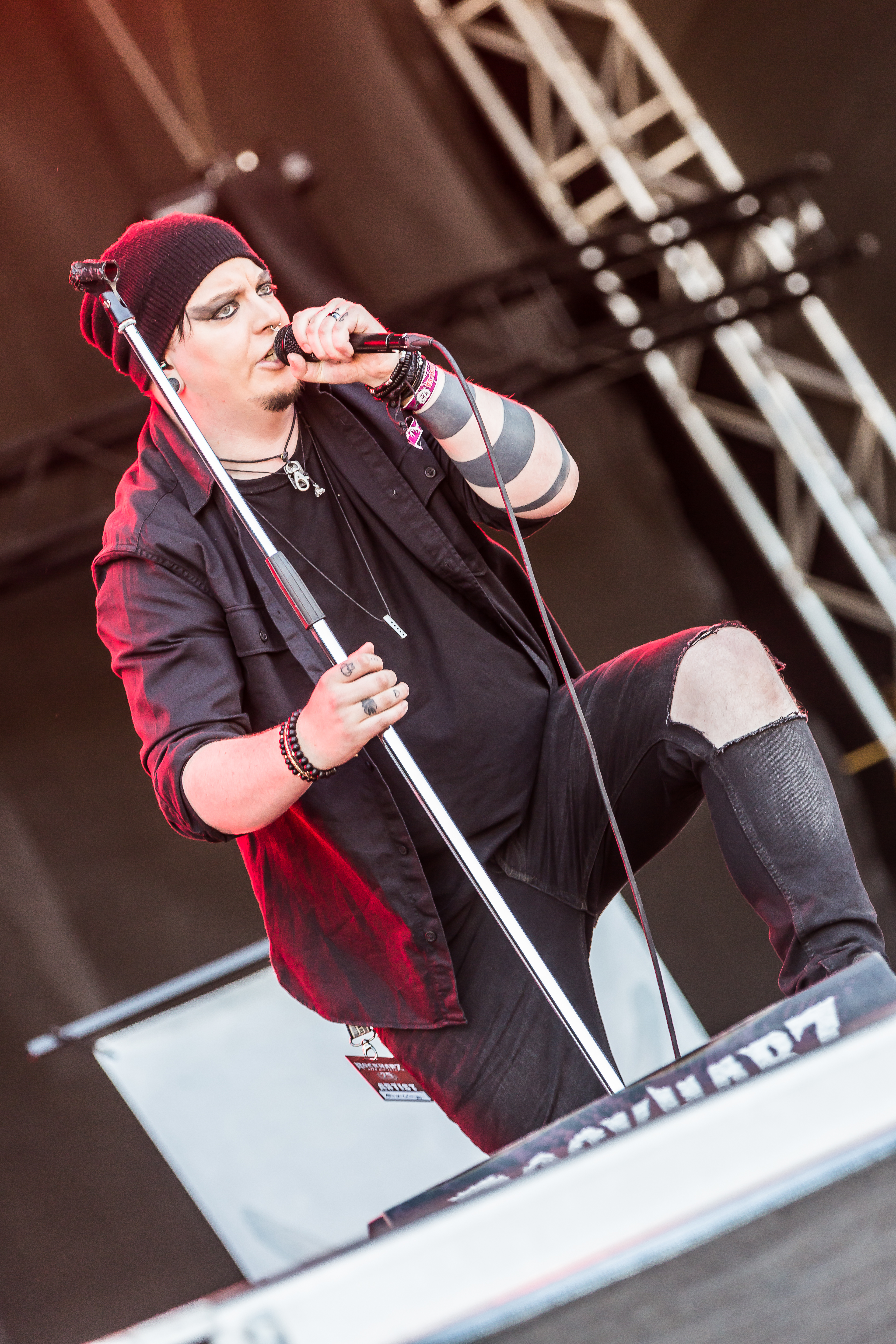
Freiwald auf dem Rockharz Open Air 2018

Neill Freiwald, bürgerlich Nils Freiwald, (* 3. August 1990 in München; auch bekannt unter den Pseudonymen Neill Oblivion oder Neill Devin) ist ein deutscher Rockmusiker, Videokünstler, Redakteur, Toningenieur, Sprecher und Musikproduzent. Bekanntheit erreichte er vor allem als Frontmann der Metalband Erdling.

## Werdegang
Freiwald erlernte in seiner Kindheit Klavier und Gitarre, was ihn zu einer musikalischen Laufbahn bewegte und durch seinen Vater, den Moderator Walter Freiwald, gefördert wurde.
2007 gründete Freiwald das Electro-Projekt Doctrine, aus dem im Jahr 2009 Incubite hervorging. 2010 unterschrieb er für Incubite einen Plattenvertrag bei dem deutschen Label Dark Dimensions. Bei diesem wurden zwei Tonträger veröffentlicht, wovon einer die Top 10 der Deutschen Alternative Charts erreichte.
Im Jahr 2013, nach der Bekanntgabe der Auflösung von Incubite, trat Freiwald der Band Stahlmann bei und ersetzte dort Tobi Berkefeld an der Gitarre. Gleichzeitig gründete er mit Stahlmann-Sänger Martin Soer das Projekt Sündenklang. Freiwald schrieb und produzierte in Zusammenarbeit mit Soer das Debütalbum Tränenreich, das Platz 87 der Media Control Charts erreichte. Am 18. November 2014 gab Freiwald bekannt, dass er seine Mitarbeit an den Bands Stahlmann und Sündenklang aufgrund zeitlicher Engpässe beendete.

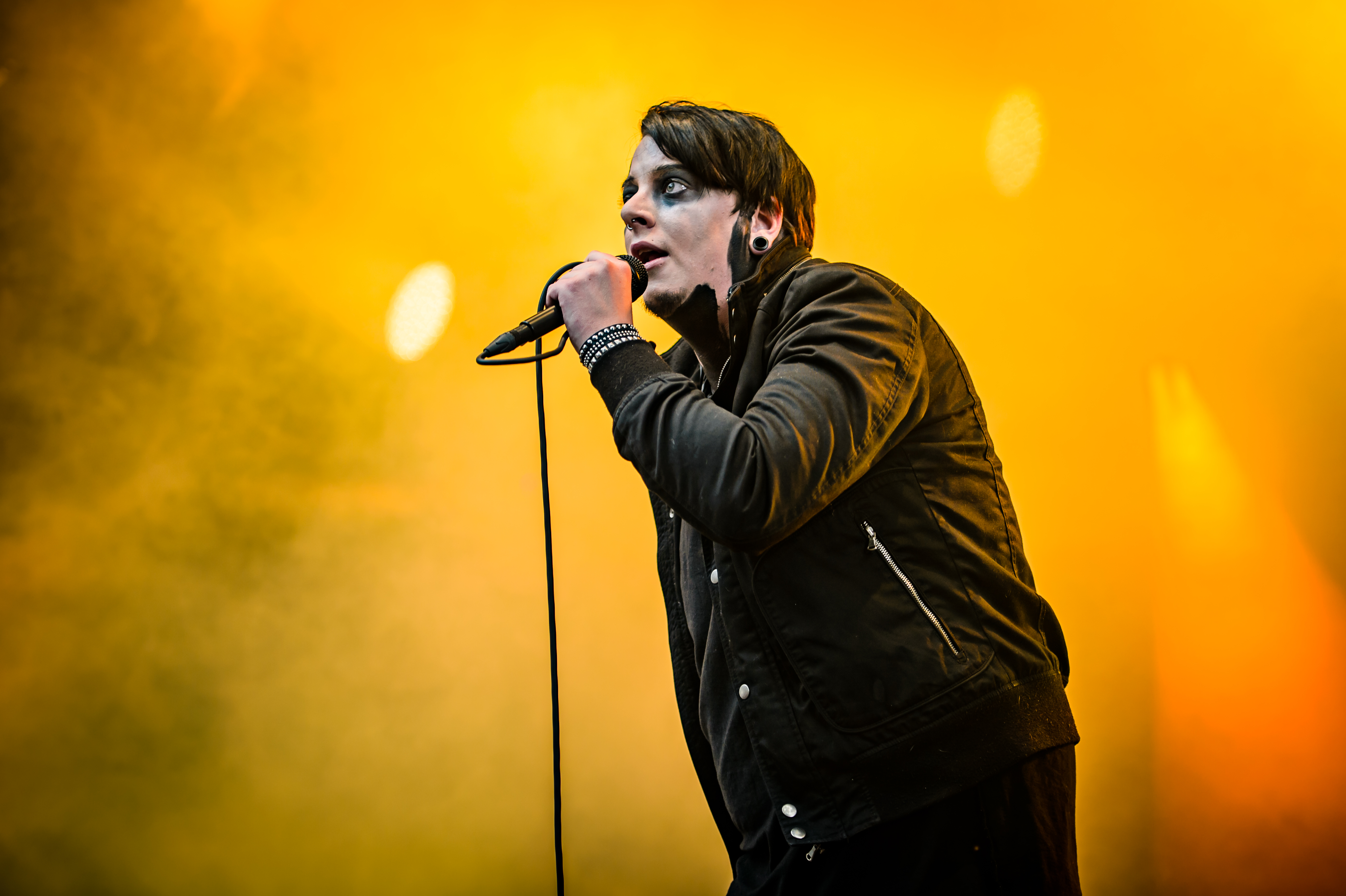
Freiwald beim CastleRock 2019

Zeitgleich mit seinem Abschied gründete Freiwald gemeinsam mit Niklas Kahl die Band Erdling, die noch vor Veröffentlichung des ersten Materials bei Out of Line Music unter Vertrag genommen wurde. Bis 2020 veröffentlichte er mit Erdling vier Studioalben, die alle die deutschen Albumcharts erreichten.
Als Ersteller von Motion Graphics und Musikvideos gestaltete Freiwald unter anderem Clips für Blutengel, Tanzwut, Ost+Front und Combichrist.
Anfang 2020 gründete Freiwald sein Medienunternehmen Erzfilm, wo er als freier Videojournalist tätig ist. Seit Ende 2020 ist Freiwald auch auf der Streaming-Plattform Twitch aktiv.
Freiwald lebt zusammen mit seiner Frau in Grünhain-Beierfeld im Erzgebirge.

## Diskografie

### Incubite
- Aphasie (Demo, 2009, Eigenvertrieb)
- Toxicum (Album, 2011, ProNoize/Broken Silence)
- Collision Course (EP, 2012, ProNoize/Broken Silence)

### Sündenklang
- Brief An Gott (Maxi-Single, 2013, Sündenklang Records/Soulfood)
- Tränenreich (Album, 2014, Sündenklang Records/Soulfood)

### Erdling
- Blitz und Donner (Maxi-Single, 2015, Out of Line)
- Aus den Tiefen (Album, 2016, Out of Line)
- Supernova (Album, 2017, Out of Line)
- Dämon (Album, 2018, Out of Line)
- Yggdrasil (Album, 2020, Out of Line)
- Helheim (Album, 2021, Out of Line)
- Bestia (Album, 2023, Out of Line)